# Diplodus sargus sargus
El sargo común (Diplodus sargus sargus) es un pez de la familia de los espáridos, muy común en el Mar Mediterráneo. Otro sinónimo hoy no aceptado es Sparus sargus. En algunos sitios se le denomina chopa, por ser muy parecido a la verdadera chopa.
El nombre del género viene del griego diplos y odous, palabras que significa doble y diente, en alusión a que tienen dos tipos de dientes: incisivos y molares.

## Morfología
El sargo tiene el cuerpo comprimido lateralmente. Su color es gris, claro u oscuro según sus necesidades de camuflaje, con reflejos plateados. Los jóvenes tienen bandas oscuras verticales en costados, que se van difuminando con la edad y llegan a desaparecer en los ejemplares grandes, la última de ellas en el mismo pedúnculo de la cola es la más gruesa y oscura -esta no desaparece-.
Tiene una docena de espinas en la aleta dorsal y tres espinas en la anal. La aleta caudal tiene una orla negra.
La boca es más larga que el diámetro del ojo. Los dientes incisivos son planos y afilados mientras que los molares posteriores trituran.
Su talla máxima descrita es 45 cm con un peso máximo de 4 kg.

## Hábitat y biología
Se distribuyen por toda la costa este del océano Atlántico hasta Sudáfrica, así como por todo el mar Mediterráneo y el mar Negro.
De jóvenes viven en bancos numerosos de pequeños sargos muy cerca de la orilla, frecuentes en puertos, arrecifes y junto a las rocas de rompiente, así como en prados de Posidonia, a veces penetran en aguas salobres. Los adultos son solitarios y viven en el mar entre los 0 y los 50 m de profundidad. Suelen frecuentar la zona del rompeolas, sobre todo de madrugada.
Al igual que otros muchos espáridos, los sargos son hermafroditas.
Se alimenta de moluscos y otros pequeños invertebrados bentónicos que desentierra del sedimento. Utiliza sus fuertes molares para triturar las conchas de sus presas.

## Pesca y gastronomía
En España, la talla mínima legal para poder pescarlos en el Mediterráneo es de 15 cm y en Canarias de 22 cm. Son difíciles de capturar, siendo muy buscado por los pescadores deportivos para pescarlo con caña entre las rocas costeras.
Su carne es muy apreciada y generalmente considerada de excelente calidad, pueden ser consumidos tanto al horno como fritos en aceite.